# 岸和田市立山直北小学校
岸和田市立山直北小学校（きしわだしりつ やまだいきたしょうがっこう）は、大阪府岸和田市田治米町にある公立小学校。

## 沿革
- 1908年（明治41年）4月 - 村立新在家尋常小学校及び村立三田尋常小学校が合併し、山直尋常小学校として創立。
- 1920年（大正9年）4月 - 山直尋常高等小学校と改称。
- 1935年（昭和10年）7月 - 山直北尋常高等小学校と改称。
- 1941年（昭和16年）4月 - 山直北国民学校と改称。
- 1942年（昭和17年）4月1日 - 泉南郡山直町が岸和田市と合併し、岸和田市立山直北国民学校と改称。
- 1947年（昭和22年）4月 - 岸和田市立山直北小学校と改称。

## 通学区域
- 東大路町、今木町、田治米町（府営住宅を除く）、岡山町、三田町[1]

※卒業後は基本的に岸和田市立山直中学校に進学する。